# Mokra zgnilizna bulw ziemniaka

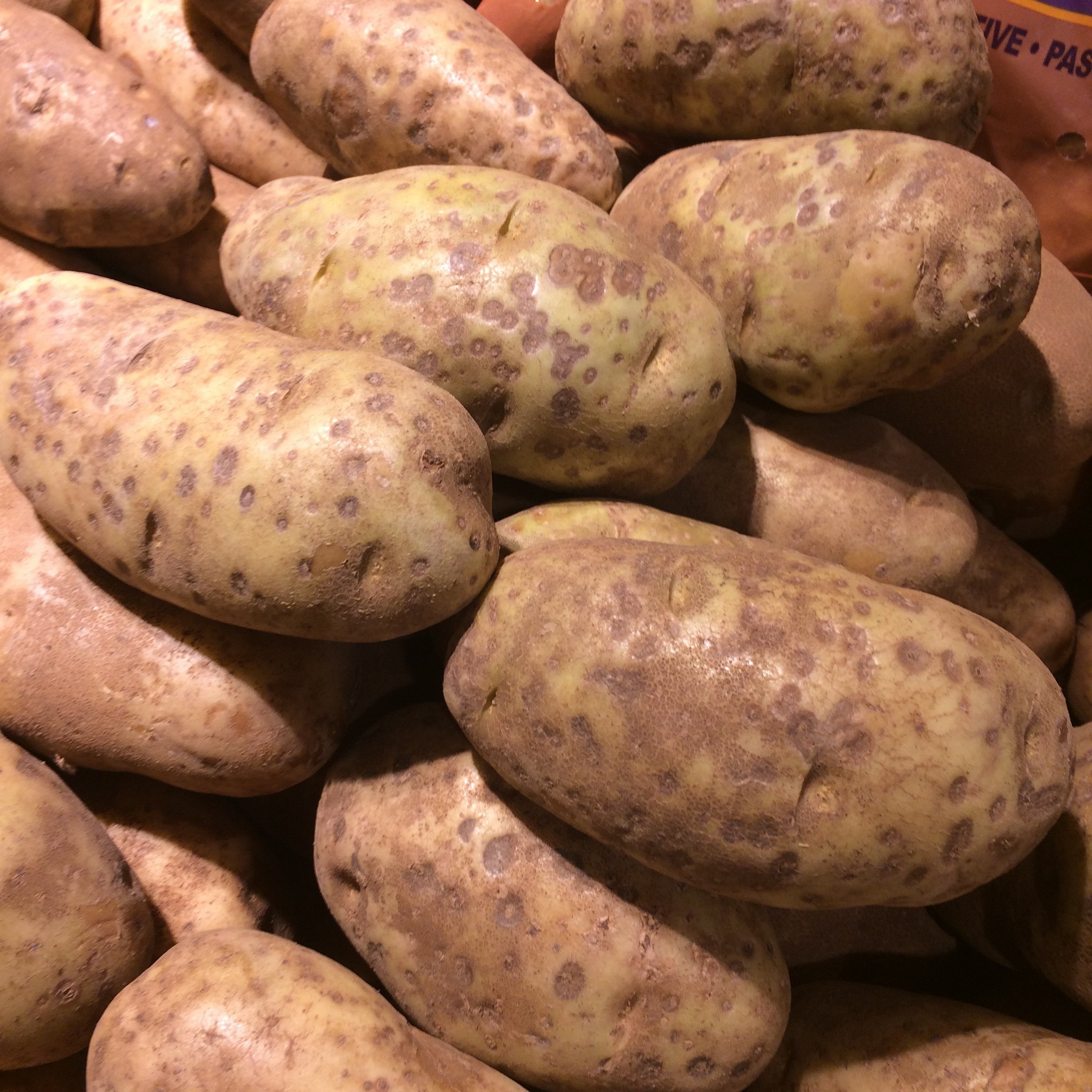
Początkowe objawy na powierzchni bulw

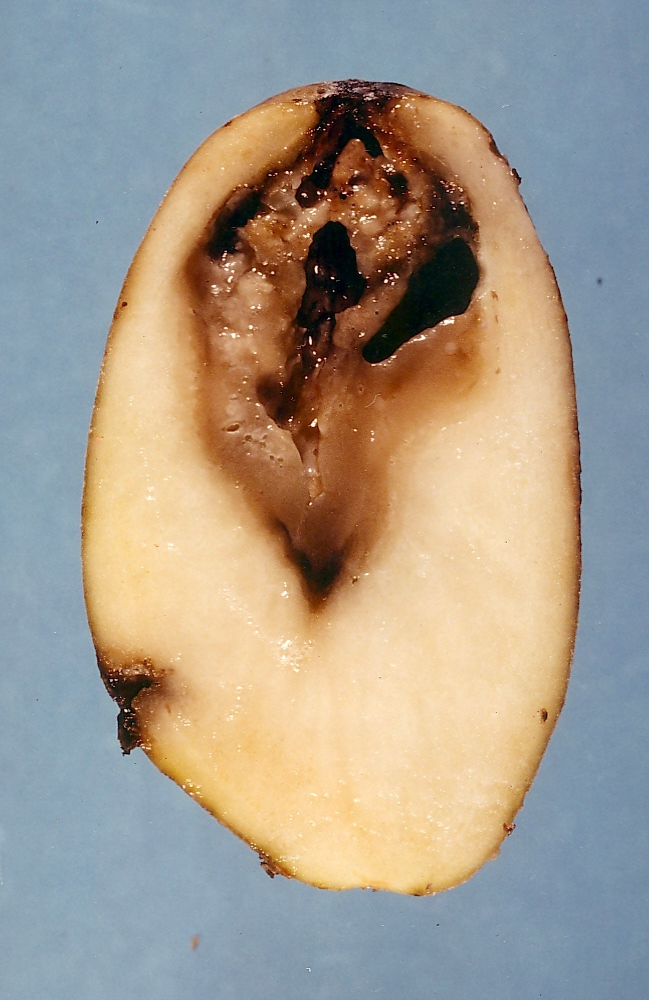
Mokra zgnilizna wewnątrz bulwy

Mokra zgnilizna bulw ziemniaka (ang. bacterial soft rot of potato, black leg of potato, storage rot of potato) – bakteryjna choroba ziemniaka wywołana przez Pectobacterium carotovorum subsp. carotovorum, Pectobacterium atrosepticum, a także inne gatunki z rodzajów: Dickeya, Pseudomonas, Bacillus, Clostridium.

## Występowanie i szkodliwość
Jest to pospolita choroba z grupy mokrych zgnilizn. Jej występowanie obserwuje się w czasie transportu bulw, ale groźna staje się głównie w okresie ich przechowywania. W sprzyjających warunkach może się rozwinąć w ciągu kilku godzin, także w magazynach sklepowych. Powoduje obniżenie jakości ziemniaków, zmniejszenie ich ilości i powoduje dodatkowe wydatki na działania zapobiegające jej rozwojowi (np. konieczność sortowania ziemniaków i usuwania chorych bulw). W okresie przechowywania ziemniaków powoduje uszkodzenie od jednego do kilkunastu procent bulw, a zdarza się, że nawet do kilkudziesięciu.
Mokra zgnilizna bardzo często związana jest z inną chorobą ziemniaków – czarną nóżką ziemniaka. Dwa gatunki bakterii są patogenami obydwu tych chorób: Pectobacterium carotovorum subsp. carotovorum i Pectobacterium atrosepticum, ale mokrą zgniliznę ziemniaka wywołuje także wiele innych gatunków bakterii.

## Objawy
Początkowo są to tylko niewielkie, wodniste plamki, ale bardzo szybko się powiększają powodując powstawanie dużych obszarów o miękkiej i gąbczastej konsystencji oraz przebarwionej i zapadniętej powierzchni. Wewnątrz porażonych obszarów tkanka zmienia się w kremową, śluzowatą i lekko ziarnistą masę. Gdy choroba rozwija się w głębi bulw, powierzchnia może pozostać przez jakiś czas niezmieniona, podczas gdy wnętrze ziemniaka zmienia się w półpłynną pakę. Gdy jednak choroba dojdzie do powierzchni, skórka bulwy pęka, śluzowata zawartość wypływa na zewnątrz i w kontakcie z powietrzem zmienia barwę na brunatną lub ciemnobrązową. Ostatecznie cała bulwa zmienia się w galaretowata masę, nieuszkodzona pozostaje tylko korkowata skórka. Masa ta początkowo jest bezwonna, ale wtórnie zasiedlają ją saprotroficzne bakterie. Skutkiem ich dalszego rozkładu jest wydzielanie cuchnącego zapachu.

## Epidemiologia
Na polu uprawnym źródłem choroby są porażone sadzeniaki. Patogeny choroby mogą także przetrwać na polu na resztkach pożniwnych ziemniaka, a także na korzeniach i innych częściach wieloletnich roślin żywicielskich innych niż ziemniak. Źródłem infekcji może być także materia organiczna w glebie, woda ze stawów czy strumieni używana do nawadniania pól, a nawet larwy wielu gatunków owadów glebowych. Na polu uprawnym bakterie wnikają do bulw, korzeni i stolonów ziemniaka przez mechaniczne rany spowodowane maszynami do uprawy ziemi, rany spowodowane przez szkodniki i inne patogeny, a także przez naturalne przetchlinki i spękania.
Po wniknięciu do ziemniaka bakterie wytwarzają enzymy pektolityczne rozkładające tkanki rośliny. Żyją i rozmnażają się w roztworze powstałym z rozkładu tkanek. Wytworzone wskutek tego rozkładu wysokie ciśnienie osmotyczne powoduje dyfuzję wody do przestrzeni międzykomórkowej, co prowadzi do plazmolizy i śmierci komórek ziemniaka. Bakterie rozprzestrzeniają się w przestrzeniach międzykomórkowych, zaś wytworzone przez nie enzymy rozkładają tkanki ziemniaka jeszcze przed wniknięciem do nich bakterii. Gdy choroba rozwinie się silniej, skórka ziemniak przestaje już wytrzymywać napięcie, pęka i przez pęknięcia do gleby wycieka śluzowata masa z bakteriami, które infekują pobliskie korzenie i bulwy ziemniaka. Podobnie dzieje się w przechowalni.

## Ochrona
Brak odmian ziemniaka odpornych na mokrą zgniliznę. Nie można jej też zwalczać chemicznie. Zapobiega się jej poprzez szereg działań:
- sadzeniaki powinny być zdrowe, a gleba odpowiednio przygotowana, tzn. dobrze zdrenowana, przewietrzona i nie przenawożona nawozami azotowymi,
- zwalczanie szkodników zmniejsza natężenie choroby
- zbiór ziemniaków powinien odbywać się podczas bezdeszczowej pogody i gdy gleba jest sucha,
- należy unikać skaleczeń ziemniaków podczas zbioru, transportu i sortowania,
- przed złożeniem do przechowalni należy usunąć resztki ziemi i korzeni,
- przez 10–14 dni po wykopkach ziemniaki powinny być przechowywane w temperaturze 15–16 °C. Umożliwia to zabliźnienie się ran,
- po tym okresie suche ziemniaki przechowuje się w temperaturze 1,5–4,5 °C, a w chłodni 0–2 °C przy odpowiedniej wentylacji i wilgotności
- przed umieszczeniem w przechowalni ziemniaków nie można myć. Jeśli myje się je przed transportem do sklepów, to muszą być natychmiast wysuszone i zapakowane w przewiewne opakowania[3].